# 蚁鼻钱

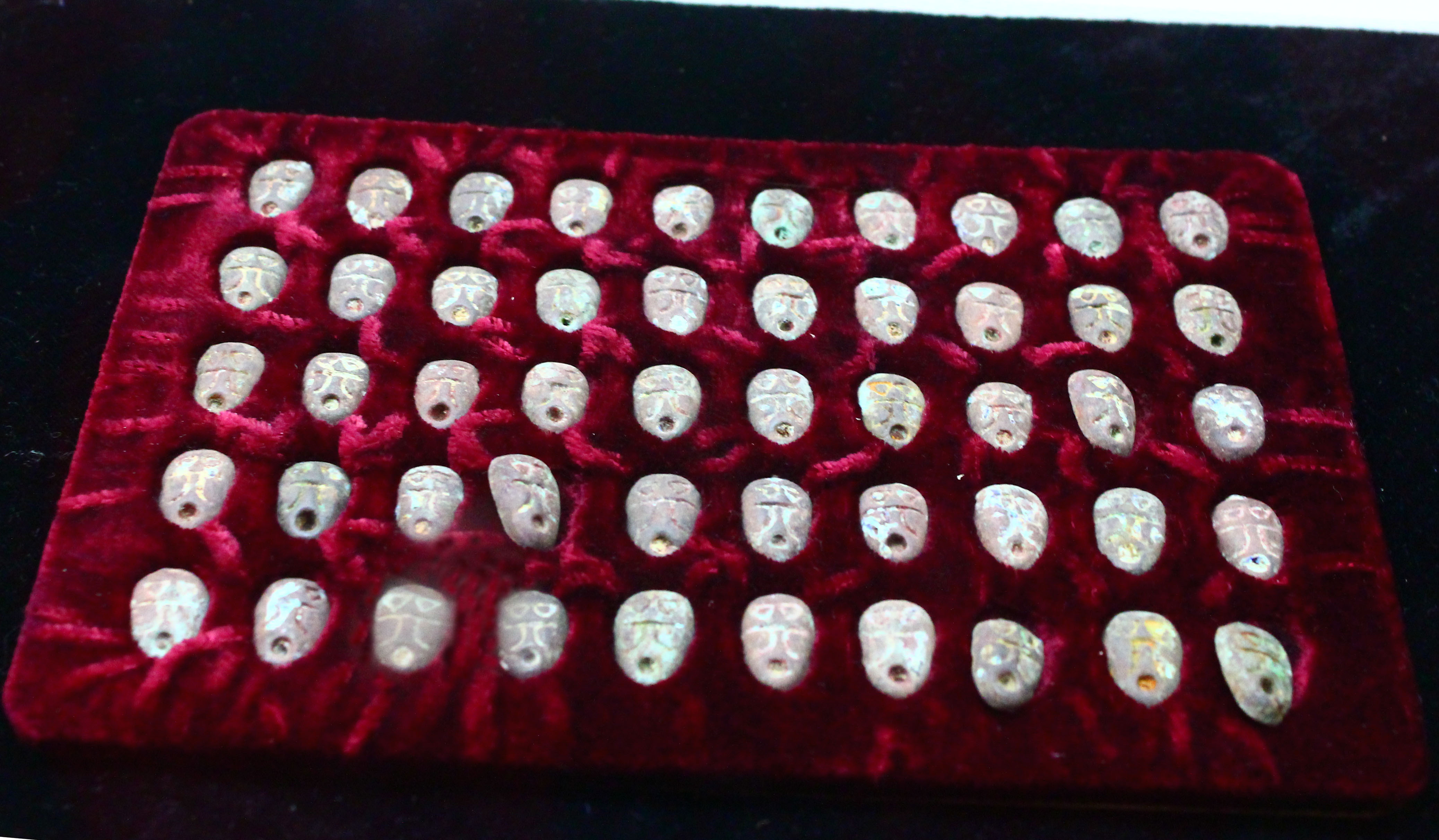
蚁鼻钱，出土于湖北孝感野猪湖，现藏于湖北省博物馆。

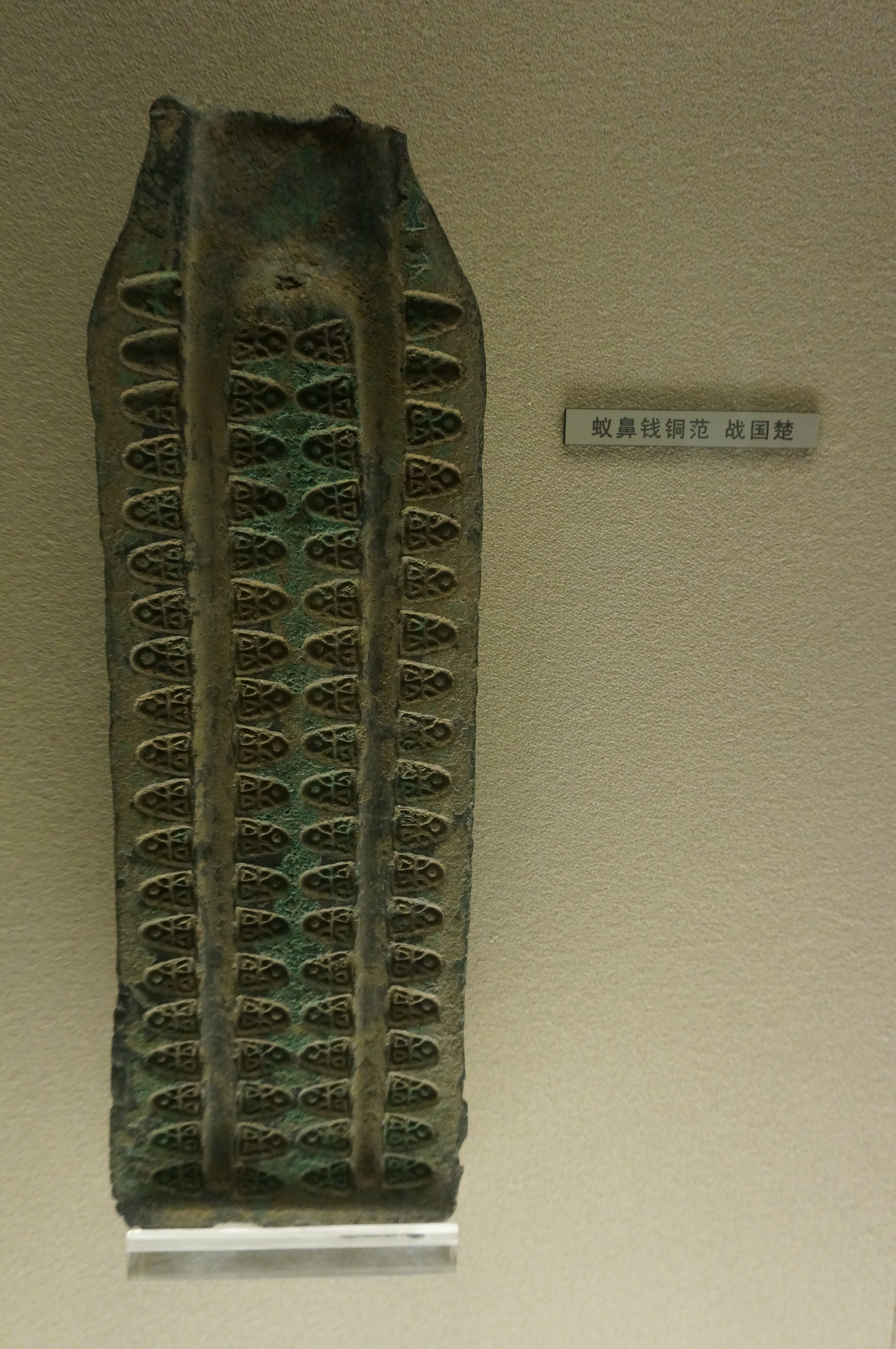
用于浇铸蚁鼻钱的战国楚铜钱范，现藏于上海博物馆。

蚁鼻币又称蚁鼻钱、鬼脸钱，是中国战国时期楚国地区流通的铜币。

## 外形及種類
蚁鼻钱高约1.8厘米，重约3克，形似海贝，是从贝币演变而来的。其名称乃因其形象而得。钱币的正面有阴文，下端有孔，但大多未穿透。最普通的为人脸形，文字多见为“咒”“紊”（有“圣朱”、“各六朱”及“五朱”等多种诠释），其他较罕见，有安、君、忻、金、行、匋、贝、三等铭文，共11种。近年来还不断有新品发现。

## 存世比例
通过统计楚国铜贝，发现铜贝中的“咒”字贝占整过铜贝的百分之九十九以上，其次是“紊”，其余几种很少。提出圣朱及其他数种均为点缀品。通过分析楚铜贝上的铭文，认为如果以绝大多数咒字贝为主体，其字可释为咒、读如钱的话，其余数种贝文的含义，则是对“钱”的补充说明，或名其来源（如贝），或名其形体轻便（圣朱），或名其作用和功能等（如君、行、安），当与地名、重量名等没有直接的关系。

## 流通時代及地區
蚁鼻钱（“紊”字）多出土于河南、江苏。鬼脸钱（“咒”字）则在湖北、湖南、河南、江苏、安徽等地均有发现。1963年湖北孝感野猪湖一次出土鬼脸钱五千枚面文为“咒”字，平均约重4.37克。以出土的地点墓葬和数量上看。蚁鼻钱铸行于战国早期（西元前5世纪），鬼脸钱则铸行于大约西元前4─3世纪的战国中晚期。楚国疆土开始时并不算大，以后疆土逐渐扩大，蚁鼻钱和鬼脸钱的流通范围也随之扩大，逐渐在长江中下游一带形成了独立的货币体系。